# Ґудзівка
Ґудзі́вка — село в Україні, у Звенигородському районі Черкаської області, центр сільської ради. Розташоване за 5 км від районного центру — міста Звенигородка та за 18 км від залізничної станції Звенигородка. Населення — 794 особи, дворів — 362 (на 2009 рік).

## Географія
Селом тече річка Звенигородка.

## Історія
Село вперше згадується 1750 року. Воно мало дві назви: Поповий Ріг та Казенна Гудзівка. Назва Поповий Ріг збереглась за сусіднім лісом. За переказами, у ньому існував хутір, де жили священники.
В селі Ґудзівка найпоширені прізвища: Рябоненко, Сапітоненко, Ляпун (навіть куток є на сьогоднішній день — Ляпунівка)
Станом на 1885 рік у колишньому власницькому селі Богачівської волості Звенигородського повіту Київської губернії мешкало 650 осіб, налічувалось 127 дворових господарств, існував постоялий будинок.
За переписом 1897 року кількість мешканців зросла до 1035 осіб (520 чоловічої статі та 515 — жіночої), з яких 1032 — православної віри.
У 1927 році, під час примусової колективізації, у селі було створено колгосп ім. 10-річчя КІМу.
Село постраждало внаслідок геноциду українського народу, проведеного окупаційним урядом СССР 1932—1933 та 1946–1947 роках[джерело?].
Понад 300 жителів села воювали на фронтах радянсько-німецької війни, 77 з них нагороджені орденами й медалями, 125 загинули. Воїнам-вигнанцям в селі споруджено пам'ятник. На сільському кладовищі у Братській могилі поховано 11 загиблих у цій війні солдат.
1959 року село електрифіковано та радіофіковане.
Станом на початок 1970-х років у селі розміщувалась центральна садиба колгоспу імені 10-річчя КІМу, за яким було закріплено 1,5 тисяч га сільськогосподарських угідь, у тому числі 1,2 тисячі га орної землі. Виробничим напрямком господарства було рільництво і тваринництво. З допоміжних підприємств працював млин.
Також на той час працювали середня школа, клуб, дві бібліотеки з фондом 12 тисяч книг, пологовий будинок, майстерня з пошиття одягу та взуття.
У 1976 році колгосп реорганізовано у радгосп. Вагомий внесок у розвиток колгоспу зробив голова правління Король Іван Савович (понад 26 років керував господарством). Багато працівників радгоспу
було відзначено урядовими нагородами, серед них: М. М. Свердліченко, М. І. Кузнецов, Я. М. Мусін, Н. Т. Андрущенко, Є. М. Яровенко, Г. П. Кудієнко, К. А. Поліщук, Г. Т. Сиваченко, П. М. Матвієнко, В. М. Мосінзова, Г. Ф. Нечитайло, М. Ф. Яровенко, Н. В. Ляпун.
19 вересня 2024 року Верховна Рада підтримала перейменування села Гудзівка на Ґудзівка. 26 вересня 2024 року перейменування набуло чинності.

## Сучасність
У 2005 році в село підведено природний газ. На території села розташовані фельдшерсько-акушерський пункт, Будинок культури, сільська бібліотека, сільська рада, поштове відділення; функціонують чотири торгові точки та сільськогосподарське підприємство СФГ «Сад».

## Відомі люди
Дубовський Костянтин Юрійович (1988—2014) — герой АТО, загинув в районі селища Піски.